# Paul Gützlaff
Paul Gützlaff (ur. 1914, zm. ?) – zbrodniarz hitlerowski, członek załogi obozu koncentracyjnego Mauthausen-Gusen i SS-Schütze.
Członek Waffen-SS od stycznia 1940. Pełnił służbę jako strażnik w podobozie Gusen od lata 1940 do 25 marca 1943. Gützlaff został skazany w procesie załogi Mauthausen-Gusen (US vs. Johann Altfuldisch i inni) przez amerykański Trybunał Wojskowy w Dachau na dożywotnie pozbawienie wolności.